# Ferguslie Peninsula
Ferguslie Peninsula är en udde i Antarktis. Den ligger på Laurie Island i Sydorkneyöarna. Argentina och Storbritannien gör anspråk på området. 
Terrängen inåt land är kuperad söderut, men norrut är den platt. Havet är nära Ferguslie Peninsula åt nordost.  Trakten är obefolkad.